# كاثرين هيكلاند
كاثرين هيكلاند (ولدت في 11 فبراير 1956) ممثلة تلفزيونية وسينمائية مسرحية، مغنية و مؤلفة أمريكية، ورئيسية تنفيذية لشركة مستحضرات التجميل، بدأت حياتها المهنية في التلفزيون في عام 1978، ظهرت في أدوار الضيوف شرف في سلسلة عدة قبل أن تظهر في دور في مسلسل تكساس 1980-1981.

## روابط خارجية
- الموقع الرسمي
- كاثرين هيكلاند على موقع IMDb (الإنجليزية)
- كاثرين هيكلاند على موقع ميوزك برينز (الإنجليزية)
- كاثرين هيكلاند على موقع قاعدة بيانات برودواي على الإنترنت (الإنجليزية)
- كاثرين هيكلاند على موقع ديسكوغز (الإنجليزية)
- كاثرين هيكلاند على موقع قاعدة بيانات الفيلم (الإنجليزية)
- Wallace، David (25 أبريل 1983). "David Hasselhoff Supercharges Knight Rider — but Sorry, Gals, He's Engaged". بيبول. ج. 19 رقم  16. مؤرشف من الأصل في 2016-08-16. اطلع عليه بتاريخ 2016-05-03.{{استشهاد بخبر}}:  صيانة الاستشهاد: BOT: original URL status unknown (link)